# Ri Han-jae
Ri Han-jae (kor. 리한재; ur. 27 czerwca 1982 w Kurashiki) – północnokoreański piłkarz, grający na pozycji pomocnika w FC Machida Zelvia.

## Lata młodości
Ma czworo braci, urodził się jako przedostatni. Piłkę nożną zaczął uprawiać pod wpływem rodzeństwa. Ukończył Hiroshima Korean High School.

## Kariera klubowa
W 2001 trafił do Sanfrecce Hiroszima. Odszedł z tego klubu pod koniec 2009, ponieważ rozgrywał mniej meczów niż w poprzednich sezonach. W styczniu 2010 przeszedł do Consadole Sapporo. W styczniu 2011 został zawodnikiem F.C. Gifu. Po wygaśnięciu kontraktu w listopadzie 2013 Ri postanowił go nie przedłużać i opuścił klub. W styczniu 2014 trafił do FC Machida Zelvia.

## Kariera reprezentacyjna
W latach 2004–2005 rozegrał 7 meczów w reprezentacji Korei Północnej i strzelił 1 gola.